# Стайнберг, Роберт
Роберт Стайнберг (при рождении Штейнберг, англ. Robert Steinberg; 25 мая 1922, Сороки, Бессарабия — 27 мая 2014) — канадский и американский математик, известный своими работами в области теории представлений.
Член Национальной академии наук США (1985), лауреат премии Стила (1985) Американского математического общества и премии Джеффри-Уильямса (1990, англ.) Канадского математического общества.

## Биография
Роберт Стайнберг родился в городе Сороки в семье торговца фруктами Давида Штейнберга и его жены Цили Ялонецкой (впоследствии Цецилия Стайнберг). В 1924 году вся семья переехала в Эдмонтон, а в 1926 году — в Торонто, где он в 1935 году окончил государственную школу короля Эдварда, а в 1940 году — среднюю школу Harbord Collegiate. В 1944 году получил степень бакалавра в математике Университета Торонто.

Роберт Стайнберг защитил докторскую диссертацию в Торонтском университете в 1948 году (научный руководитель — Ричард Брауэр). До 1992 года был профессором Калифорнийского университета в Лос-Анджелесе. 

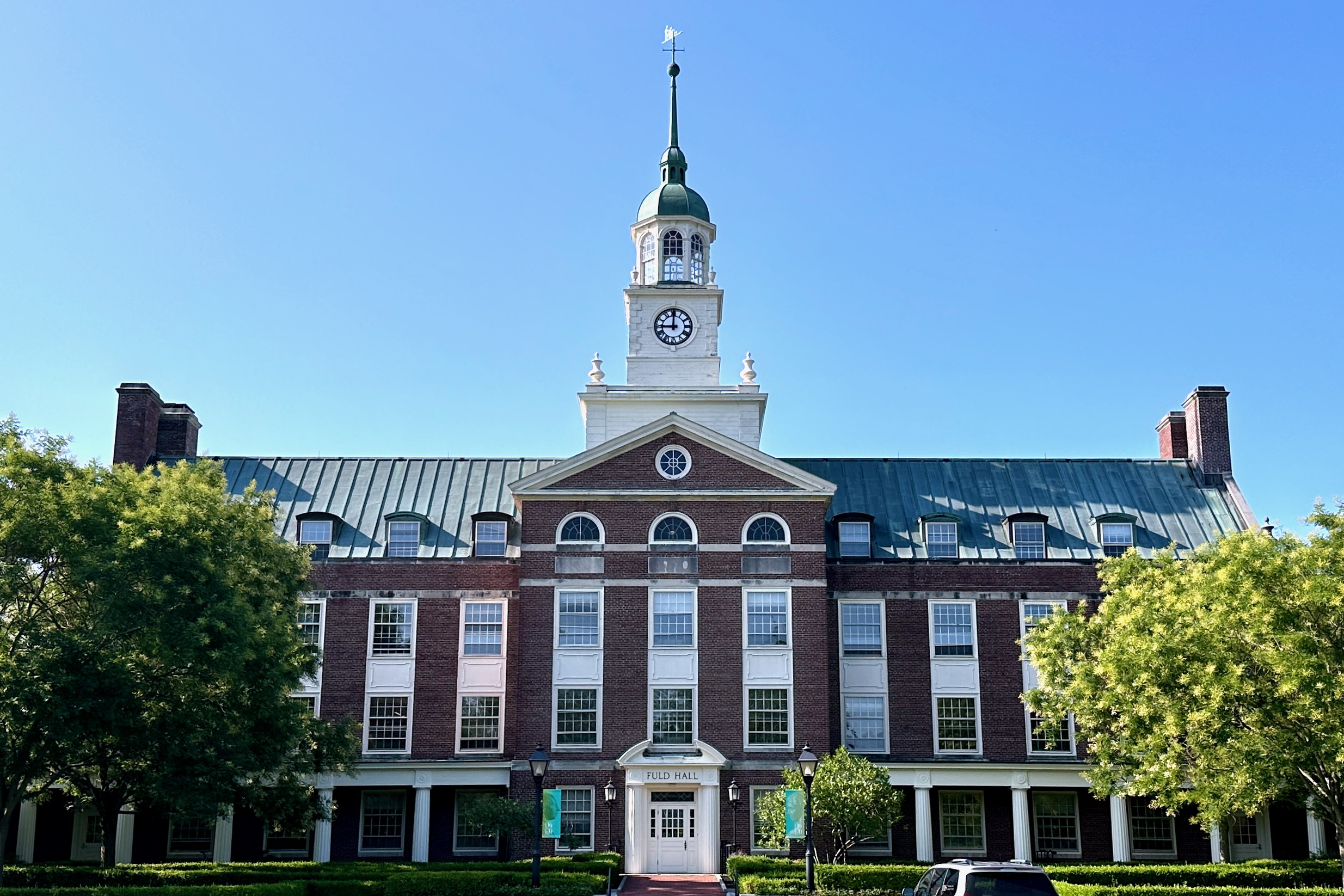
Главное здание Института высших исследований в Принстоне (Fuld Hall)

В 1955—1956, 1961—1962 и 1969 годах работал в принстонском Институте перспективных исследований.
Среди его эпонимических разработок — представления Стайнберга (модуль Стайнберга, 1957), группа Стайнберга (англ.) в алгебраической К-теории, группы Стайнберга (Группа лиева типа) в теории Ли, теорема Ленга-Стайнберга.
На русский язык переведена его монография «Лекции о группах Шевалле».